# Margret Göbl
Pour les articles homonymes, voir Göbl.
Margret Göbl, née le 26 juin 1938 à Nuremberg et morte le 21 juin 2013 à Essen, est une patineuse artistique allemande.

## Biographie

### Carrière sportive
Avec son partenaire et mari Franz Ningel, elle termine cinquième des Jeux olympiques d'hiver de 1960, médaillée d'argent des Championnats d'Europe de patinage artistique 1961, médaillée de bronze des Championnats d'Europe de patinage artistique 1962, des Championnats d'Europe de patinage artistique 1962 et des Championnats du monde de patinage artistique 1962, et remporte à trois reprises les Championnats d'Allemagne de patinage artistique (en 1960, 1961 et 1962).

## Palmarès
| Compétition                         | 1959 | 1960 | 1961 | 1962 |  |  |  |  |  |  |  |  |  |  |  |
| Jeux olympiques d'hiver             |      | 5e   |      |      |  |  |  |  |  |  |  |  |  |  |  |
| Championnats du monde               | 5e   | 4e   |      | 3e   |  |  |  |  |  |  |  |  |  |  |  |
| Championnats d’Europe               | 4e   | 3e   | 2e   | 3e   |  |  |  |  |  |  |  |  |  |  |  |
| Championnats d'Allemagne de l'Ouest | 2e   | 1re  | 1re  | 1re  |  |  |  |  |  |  |  |  |  |  |  |
|                                     |      |      |      |      |  |  |  |  |  |  |  |  |  |  |  |